# گازینگن
شهر گازینگندر ایالت بادن-وورتمبرگ در کشور آلمان واقع شده‌است.